# Costa Nord de Ciutadella
Costa Nord de Ciutadella este o arie protejată (sit de importanță comunitară — SCI, arie de protecție specială avifaunistică — SPA) din Spania întinsă pe o suprafață de 676,16 ha, integral pe uscat.

## Localizare
Centrul sitului Costa Nord de Ciutadella este situat la coordonatele 40°02′58″N 3°50′19″E / 40.0494°N 3.8386°E.

## Înființare
Situl Costa Nord de Ciutadella a fost declarat arie de protecție specială avifaunistică în martie 2006 pentru a proteja 50 de specii de animale. Situl a fost protejat și ca sit de importanță comunitară în iulie 2000.

## Biodiversitate
Situată în ecoregiunea mediteraneană, aria protejată conține 1 habitat natural: Faleze cu vegetație de Limonium spp. endemic de pe coastele mediteraneene.
La baza desemnării sitului se află mai multe specii protejate de  păsări (50): fluierar de munte (Actitis hypoleucos), ciocârlie-de-câmp (Alauda arvensis), Alectoris rufa, fâsă-de-câmp (Anthus campestris), lăstunul mare (Apus apus), Apus pallidus, pasărea ogorului (Burhinus oedicnemus), ciocârlie-cu-degete-scurte (Calandrella brachydactyla), Calonectris diomedea, cânepar (Carduelis cannabina), sticlete (Carduelis carduelis), florinte (Chloris chloris), porumbel (Columba livia), corb (Corvus corax), prepeliță (Coturnix coturnix), presură sură (Emberiza calandra), măcăleandru (Erithacus rubecula), șoim călător (Falco peregrinus), vânturel roșu (Falco tinnunculus), vânturel de seară (Falco vespertinus), muscar negru (Ficedula hypoleuca), Galerida theklae, sfrâncioc cu cap roșu (Lanius senator), Larus audouinii, Larus michahellis, mierlă albastră (Monticola solitarius), codobatură galbenă (Motacilla alba), codobatură de munte (Motacilla cinerea), muscar sur (Muscicapa striata), vultur egiptean (Neophron percnopterus), pietrar mediteranean (Oenanthe hispanica), pietrar sur (Oenanthe oenanthe), ciuf-pitic (Otus scops), pițigoi mare (Parus major), vrabie (Passer domesticus), Phalacrocorax aristotelis desmarestii, codroș de munte (Phoenicurus ochruros), codroșul de pădure (Phoenicurus phoenicurus), pitulice de munte (Phylloscopus collybita), mărăcinar (Saxicola rubetra), mărăcinar negru (Saxicola torquatus), turturică (Streptopelia turtur), graur (Sturnus vulgaris), silvie cu cap negru (Sylvia atricapilla), silvie de tufiș (Sylvia undata), mierlă (Turdus merula), sturz-cântător (Turdus philomelos), strigă (Tyto alba), pupăză (Upupa epops), nagâț (Vanellus vanellus).